# Pyrenaria kwangsiensis
Pyrenaria kwangsiensis là một loài thực vật có hoa trong họ Theaceae. Loài này được Hung T. Chang miêu tả khoa học đầu tiên năm 1983.